# Астрильд-метелик
Астри́льд-метелик (Uraeginthus) — рід горобцеподібних птахів родини астрильдових (Estrildidae). Представники цього роду мешкають в Африці на південь від Сахари.

## Види
Виділяють три види:
- Астрильд-метелик савановий (Uraeginthus angolensis)
- Астрильд-метелик червонощокий (Uraeginthus bengalus)
- Астрильд-метелик синьоголовий (Uraeginthus cyanocephalus)

## Етимологія
Наукова назва роду Uraeginthus походить від сполучення слів дав.-гр. ουρα — хвіст і αιγινθος — невідомий птах, схожий на в'юрка.